# Rabbi Jonathan
Rabbi Jonathan (ebraico: רבי יונתן, Rabi Yonatan) (Galilea, II secolo – ...) era un saggio ebreo, rabbino Tanna della 4ª generazione (135 – 170 e.v.), compagno di Rabbi Josiah.

## Biografia
Jonathan viene generalmente citato senza altri appellativi o designazioni. A causa delle persecuzioni religiose dell'imperatore Adriano, decise di emigrare dalla Palestina e, insieme a diversi altri studiosi, iniziò un viaggio verso terre straniere. Tuttavia, il suo patriottismo e un amore innato per la Terra santa non gli permisero di restare all'estero per molto tempo. Jonathan e Josiah furono educati insieme all'accademia di Ishmael ben Elisha,, ove appresero il suo sistema di dialettica, opposto a quello di Rabbi Akiva. Si racconta che Jonathan convinse Ben Azzai, studente di Akiva, a seguire il sistema di Ishmael, e Azzai si dispiacque molto di non averlo seguito prima, esclamando: "Misero me che non ho seguito Ishmael!". Ciononostante, anni dopo, probabilmente dopo la morte di Ishmael, sia Jonathan che Josiah adottarono alcuni dei principi di Akiva. Di Jonathan viene detto specificamente che "seguì il sistema del suo insegnante Akiva".
Insieme, Jonathan e Josiah dedicarono le loro menti analitiche ai midrashim halakhici, interpretando le leggi come le capivano dai testi scritturali, ma senza arbitrarietà personali. Solo una halakhah non connessa col testo delle Scritture porta il loro nome. Le loro argomentazioni sono principalmente raccolte nella Mekilta (circa trenta) e nella Sifre dei Numeri (più di quaranta) Né Jonathan né Josiah appaiono nella compilazione della Mishnah di Judah haNasi, con l'eccezione di una sola frase, a nome di Jonathan, su Pirkei Avot IV. 9: "Chi osserva la Legge in povertà vivrà per osservarla nel benessere, e chi trascura la legge nel benessere sarà infine costretto a trascurarla a causa della povertà". Delle altre compilazioni antiche, la Tosefta cita questi due studiosi una sola volta,, mentre la Sifra li menziona due volte per nome; una volta si trova "Jonathan ben Joseph"; e alcuni dei midrashim di Rabbi Josiah vengono riportati, ma anonimamente.
Jonathan fu l'autore di molti aforismi, tra i quali si nota il seguente: "Consolare chi è in lutto, visitare gli ammalati, e praticare beneficenza porta grazia celeste nel mondo." Contrariamente alle opinioni astrologiche del suo tempo, Jonathan insegnò l'idea scritturale dei fenomeni naturali; citando Geremia 10:2, aggiunse: "Le eclissi possono spaventare i gentili, ma non hanno significato per gli ebrei". Sulla questione dell'ammissibilità di trasgredire lo Shabbat per salvare una vita umana, rispose: "La Legge dice (Esodo 31:16), «I figli d'Israele osserveranno il sabato, festeggiando il sabato nelle loro generazioni come un'alleanza perenne.», ma uno può profanare lo Shabbat per salvare un uomo in modo che possa osservare molti Shabbat." Secondo lui, un 'Am ha-Areẓ è colui che ha figli e non li instruisce nella conoscenza della Legge. Jonathan contraddisse l'opinione generale di rabbini precedenti e contemporanei che affermavano che un "figlio ribelle", come definito dai dottori della legge tradizionale, non è mai stato né sarà mai giustiziato, e che l'apostasia comunitaria non si è mai verificata né mai si verificherà; Jonathan dichiarò invece di essersi seduto una volta sulla tomba di un figliol prodigo giustiziato e aveva visto le rovine di una città che era stata rasa al suolo per apostasia generale.